# Ungern i olympiska sommarspelen 1928
Ungern deltog med 109 deltagare vid de olympiska sommarspelen 1928 i Amsterdam. Totalt vann de fyra guldmedaljer och fem silvermedaljer.

## Medaljer

### Guld
- Antal Kocsis - Boxning, flugvikt.
- Lajos Keresztes - Brottning, grekisk-romersk stil, lättvikt.
- Ödön Tersztyánszky - Fäktning, sabel.
- Ödön Tersztyánszky, János Garay, Attila Petschauer, József Rády, Sándor Gombos och Gyula Glykais - Fäktning, sabel.

### Silver
- László Papp - Brottning, grekisk-romersk stil, mellanvikt.
- Béla Szepes - Friidrott, spjutkastning.
- Attila Petschauer - Fäktning, sabel.
- István Bárány - Simning, 100 meter frisim.
- István Barta, Olivér Halassy, Márton Homonnai, Sándor Ivády, Alajos Keserű, Ferenc Keserű och József Vértesy - Vattenpolo.